# فوكيويريس ليه لينس
فوكيويريس ليه لينس (بالفرنسية: Fouquières-lès-Lens)‏ هي بلدية تقع في إقليم باد كاليه من منطقة نور با دو كاليه في شمال فرنسا. تبلغ مساحة هذه المدينة 4.14 (كم²)، وترتفع عن سطح البحر 49 م، يبلغ عدد سكانها 6939 نسمة حسب إحصاء المعهد الوطني للإحصاء والدراسات الاقتصادية سنة 2009 م. وترأس Michel Bouchez البلدية خلال فترة (2008-2014).